# William Dudley Pelley

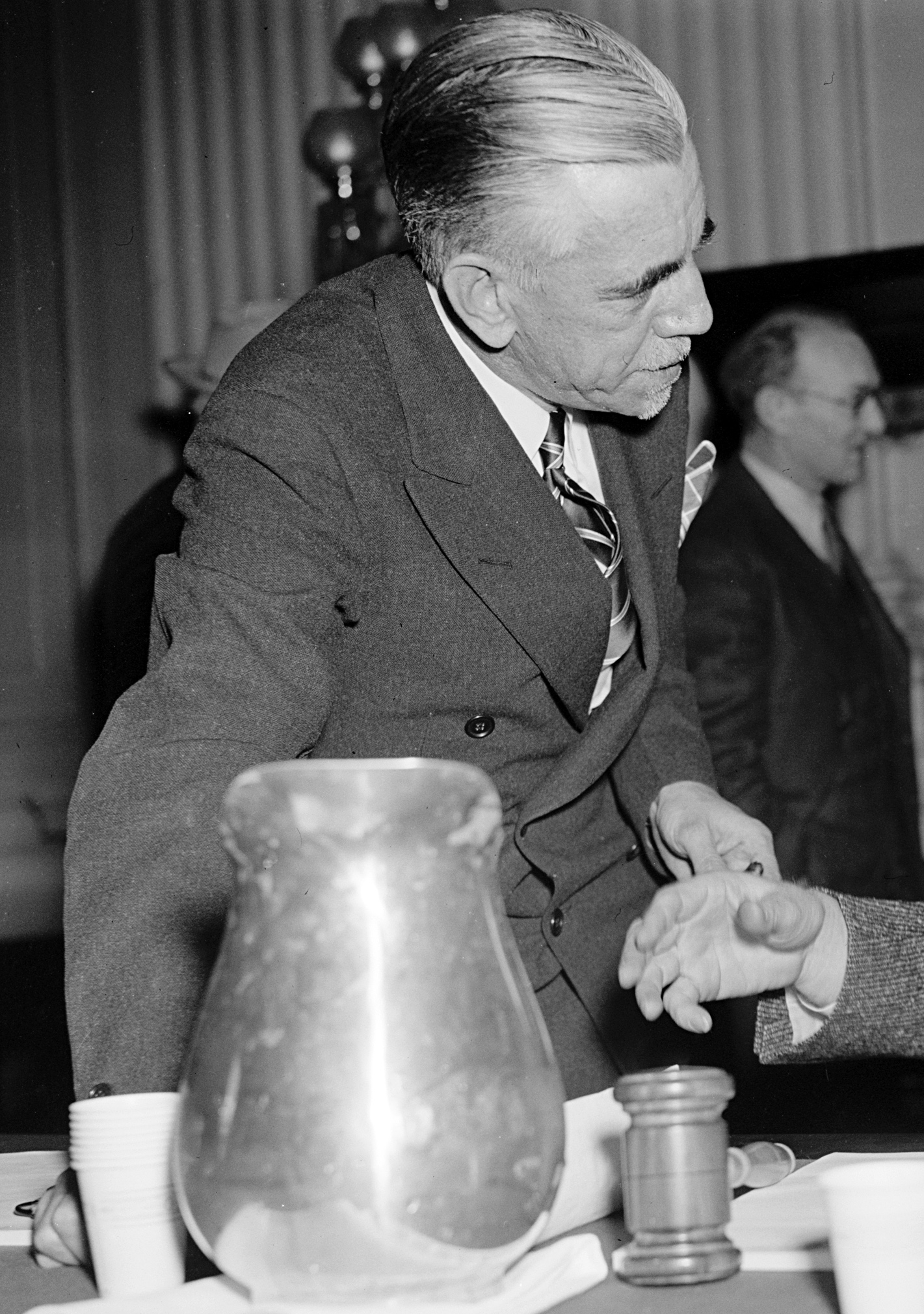
William Dudley Pelley

William Dudley Pelley (* 12. März 1890 in Lynn, Massachusetts; † 30. Juni 1965 in Noblesville, Hamilton County, Indiana) war ein amerikanischer Antisemit und Gründer der antisemitischen Bewegung Silver Shirts.
Als Sohn eines britischen Methodisten wurde Pelley von dessen Stolz auf seine „reine“ englische Herkunft geprägt. 1917 ging er nach Hollywood, Kalifornien, um als Autor tätig zu werden. Er wirkte an Filmen wie The Light in the Dark und The Shock mit. In der Zeit nach dem Ersten Weltkrieg arbeitete er als Journalist. In den 1920er Jahren war auch als Drehbuchautor aktiv und lieferte literarische Vorlagen für verschiedene Filme, wie Der Held des grünen Rasens. 1928 schrieb er einen Artikel Seven Minutes in Eternity für das American Magazine, der ihm nationale Aufmerksamkeit bescherte. 1932 zog Pelley nach Asheville, North Carolina, um dort eine Universität zu gründen. Die Schwerpunkte der Universität lagen auf christlicher Volkswirtschaftslehre. Nebenher betrieb er einen Verlag, der die wöchentlich erscheinende Zeitung Liberation herausgab. In dieser verbreitete er seine antisemitischen Weltansichten. Als Adolf Hitler im Deutschen Reich an die Macht kam, gründete Pelley die Silver Shirts. 1936 gründete er dazu die Christian Party, deren Ziel es unter anderem war, Juden den Erwerb von Grund und Boden in den Vereinigten Staaten zu untersagen. Im selben Jahr trat er als Kandidat dieser Partei bei der Präsidentschaftswahl an. Bundesweit erzielte er 1598 Stimmen und landete damit im hinteren Bereich des Bewerberfeldes.
1942 wurde er wegen Hochverrats zu 15 Jahren Gefängnis verurteilt. Nach acht Jahren Haft wurde er 1950 entlassen.